# Forsvarets Efterretningstjeneste
Forsvarets Efterretningstjeneste w skrócie FE (pol. Wojskowa Służba Wywiadowcza) – duńska służba specjalna, podległa  Ministerstwu Obrony Królestwa Danii. FE Jest jedną z dwóch służb specjalnych KD. Drugą służbą specjalną jest Politiets Efterretningstjeneste (pol. Policyjna Służba Wywiadowcza) zajmująca się m.in. kontrwywiadem i bezpieczeństwem wewnętrznym.
FE została utworzona 1 października 1967 roku. Do jej zadań należy prowadzenie wywiadu w tym wywiadu wojskowego a w nim: gromadzenie informacji o charakterze wojskowym, politycznym, gospodarczym oraz analiza zgromadzonych materiałów wywiadowczych. Odpowiada także za zbieranie informacji o międzynarodowym terroryzmie, nielegalnym handlu bronią i rozprzestrzenianiu broni masowego rażenia.
Do jej zadań należy również ochrona bezpieczeństwa jednostek wojskowych i żołnierzy Duńskich Sił Zbrojnych w kraju oraz na operacjach wojskowych za granicą.
FE zbiera informacje wywiadowcze metodami m.in.: rozpoznania łączności, rozpoznania osobowego, rozpoznania źródeł jawnych. Korzysta również ze informacji przekazanych w ramach współpracy z innymi służbami specjalnymi.
Służbą od 2010 r. kieruje Thomas Ahrenkiel. W 2009 roku budżet instytucji wyniósł 566.1 mln DKK.